# Lazzaretti di Livorno

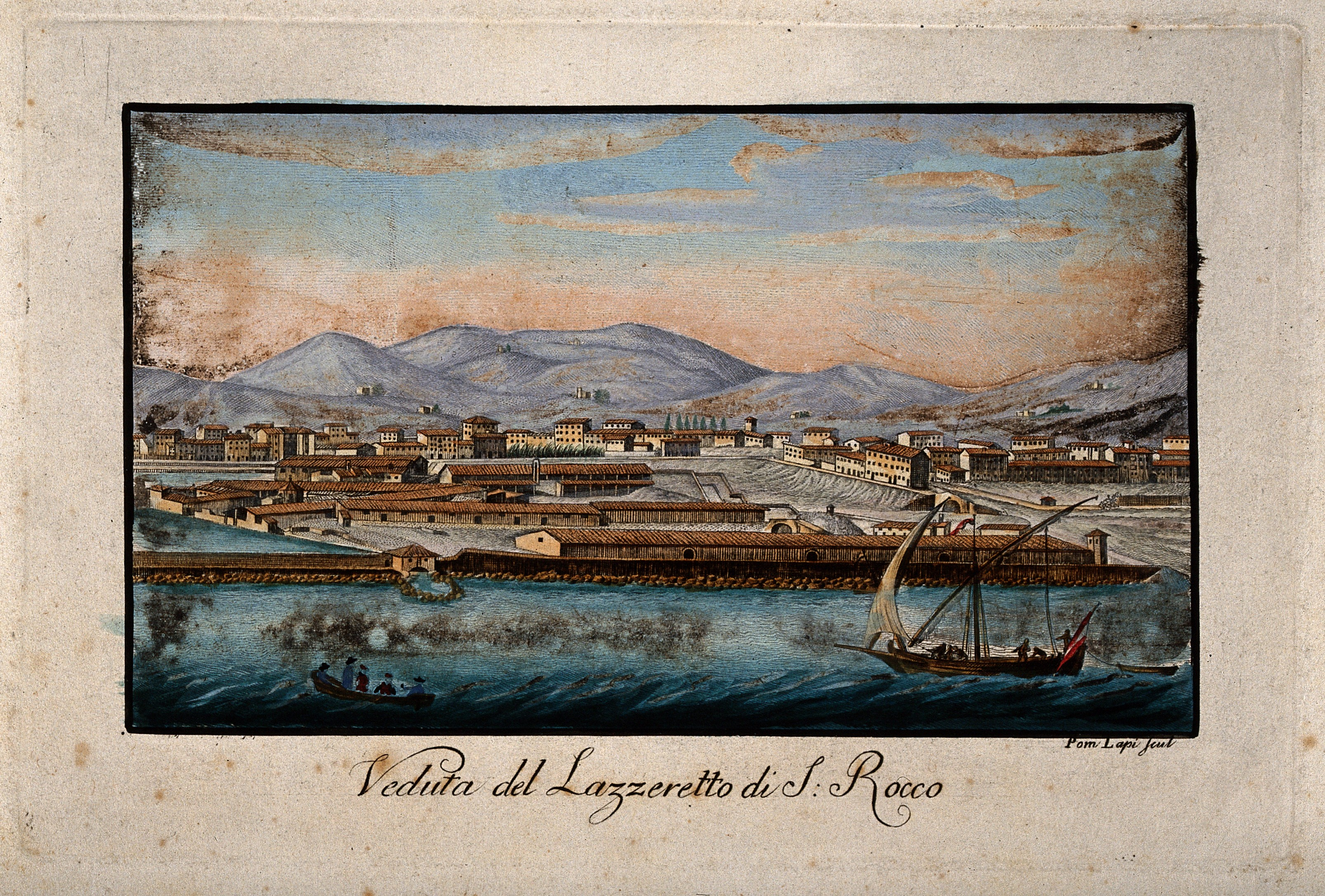
Il lazzaretto San Rocco nel XVIII secolo

I lazzaretti di Livorno furono espressione del complesso sistema sanitario che caratterizzò Livorno tra i secoli XVI e XIX.

## Contesto storico

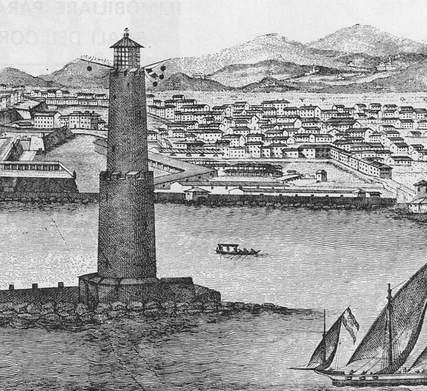
Stampa del Fanale di Livorno

A partire dalla sua ricostruzione voluta dalla famiglia dei Medici nel 1577, Livorno divenne uno scalo popoloso, con un vasto emporio marittimo. Il traffico commerciale della città superava quello di altri porti come Venezia e Genova portandola ad essere uno degli snodi mercantili più importanti nel Mediterraneo.
L'attenzione fu posta sulle problematiche di natura sanitaria, che resero necessaria la realizzazione di un primo lazzaretto, costruito per volontà del granduca Cosimo I e completato alla sua morte, sotto il figlio Francesco I. 
La struttura era adibita solamente allo stoccaggio delle merci e alla quarantena delle navi; il suo compimento avvenne nel periodo seguente al termine dei lavori del terzo bacino portuale (collocato nell'area limitrofa al municipio).
Il granduca Ferdinando I de' Medici, con l'emanazione delle cosiddette Leggi livornine, gettò le basi per la creazione di un porto franco, in cui furono accolti mercanti provenienti da qualsivoglia nazione, garantendo sviluppo demografico ed economico alla città.
Negli anni successivi furono avviate ulteriori politiche rivolte alla crescita demografica, incentrata ad una popolazione mercantile, nell'ottica d'incentivare i traffici portuali. Per ottenere questo risultato furono accordate agevolazioni di natura fiscale alle merci in transito e immunità politica alle persone che decidevano di stabilirsi nella città.
Queste politiche ebbero il successo aspettato, l'esenzione dei dazi e le comodità logistiche introdotte dalla nuova darsena portuale, portarono Livorno a trasformarsi nella cosiddetta “città delle nazioni”.
Negli anni successivi 1613-1666 il flusso commerciale nella città continuò ad avere una costante crescita, di pari passo crebbe anche la crisi sanitaria che costrinse i governatori a fondare ulteriori lazzaretti.

## Lazzaretti

### San Rocco

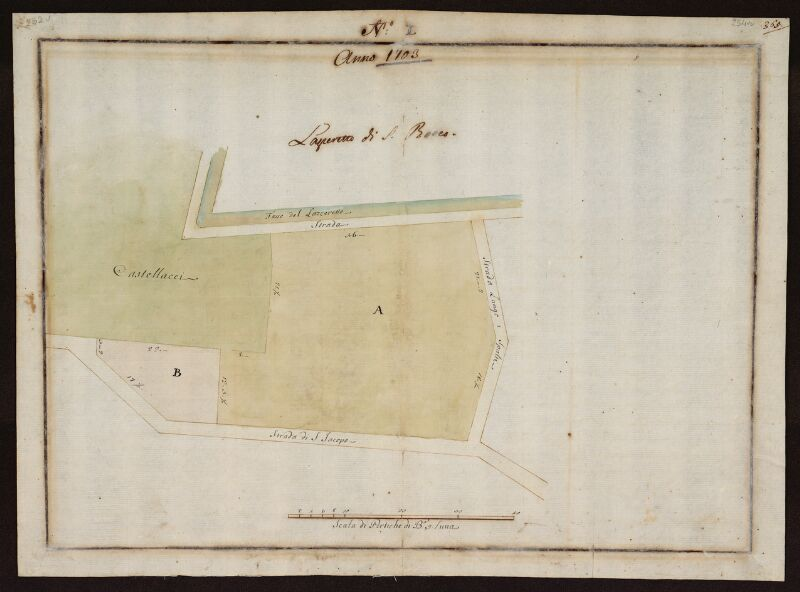
Pianta del Lazzaretto vecchio di San Rocco, n. II

Dopo la costruzione del primo lazzaretto ottagonale alla base del Fanale di Livorno voluto da Francesco I de' Medici, il granduca Ferdinando I fece erigere il lazzaretto di San Rocco. Il quale era così denominato in quanto il santo era venerato come protettore dal flagello della peste.
Le fasi progettuali e di realizzazione, avviate nel 1592 furono similari a quelle che avvennero nelle città di Pisa e Venezia, le quali nel XIV furono le prime ad istituire delle strutture idonee alla gestione delle quarantene. Successivamente furono avviati i lavori per la realizzazione della struttura ideata in maniera tale da essere facilmente raggiungibile dai canali cittadini e dalle navi; si provvide inoltre alla realizzazione di scali, di magazzini separati, per provviste e per lo stoccaggio delle merci e alla realizzazione di una cappella interna per le funzioni religiose.
- Nel 1852 iniziò il declino del lazzaretto a seguito della realizzazione della Diga Curvilinea (il cosiddetto Molo Novo). Da quel momento si preferì l'utilizzo d'altri Lazzaretti.
- Nel 1862 il lazzaretto fu acquisito dal governo, il quale trasformò una parte della struttura in un cantiere militare.
- Nel 1866 il fanale e la struttura sottostante furono dati in concessione ai fratelli Orlando, i quali trasformarono l’intera area in un cantiere di navi in ferro interrando l'intera area.
- Nel 1944 una squadra di guastatori nazisti fece saltare in aria, il fanale e la struttura ottagonale alla base, in quanto il porto era considerato importante per l’attracco delle navi alleate.
- Nel 1956 la cittadinanza livornese chiese più volte di ricostruire il fanale in quanto simbolo della città. La riedificazione avvenne utilizzando per quanto possibile i residui della struttura originale, fu inoltre ripristinata anche la forma originale del faro.[3]

### San Jacopo

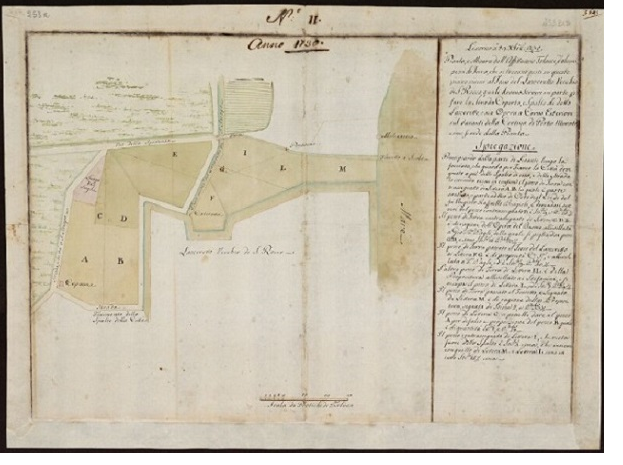
Lazzaretto di San Jacopo

Tra il 1630 e il 1650 a seguito dell'apertura delle franchigie doganali ed il conseguente aumento del traffico commerciale, Livorno subì nuovamente un'ondata di peste.
Il ridotto numero di posti nei lazzaretti in proporzione al crescente flusso mercantile costrinse gli armatori ad attraccare in porti meno sicuri, situati nelle isole vicine, ne risultò a un nuovo dirottamento del traffico verso i porti meglio attrezzati più a nord, Genova e Marsiglia. 
Questa situazione al limite portò il provveditore della Dogana, Pandolfo Attavanti, a inoltrare una missiva al Granducato l'11 maggio del 1643, sottolineando la gravità della situazione che il dirottamento mercantile avrebbe avuto e le gravi conseguenze sulle finanze del Granducato di Toscana; nella stessa lettera era riportato anche il suggerimento di edificare un nuovo lazzaretto per ovviare al problema.
Nell’arco di poche settimane dall’invio della lettera, venne scelto il luogo dove edificare il nuovo lazzaretto, la zona a ridosso della chiesa di San Jacopo in Acquaviva; In una nota dell’epoca la locazione viene così descritta: "sito della fornace, passato i cavalleggeri della Marina.
Nella località vi era già un'insenatura naturale che si prestava facilmente all'attracco delle galeotte; parte del materiale utilizzato per la costruzione fu reperito in loco da strutture fatiscenti preesistenti. 
I tempi di realizzazione furono eccezionalmente rapidi per l'epoca. Infatti l'avvio dei lavori avvenne il 5 giugno del 1643 e già a fine estate erano state realizzate le prime strutture per permettere l'immediato attracco delle navi.
Successivamente all'edificazione nacquero alcune diatribe in quanto non si pensò a legittimare l'occupazione del terreno che era di proprietà degli eremiti di Sant'Agostino; la questione giuridica si protrasse a lungo, causando problemi anche negli anni seguenti per l'espansione dell'edificio.

#### Primo periodo
Nel periodo che va dal 1643 al 1660 si individua una prima fase d'allestimento, durante la quale venne edificato uno scheletro della struttura che permise l'avvio dei primi servizi essenziali. 
Alla fine del 1660 nella struttura ci sono tre aree principali: 
- la banchina adibita allo scarico delle merci;
- il rifugio per gli equipaggi e i malati che comunicava con l'abitazione del custode, la cui posizione era vicina allo specchio d'acqua del porticciolo;
- l'area di stoccaggio per le merci, protetta da una tettoia.

L'intero edificio era circondato da un muro di cinta, la cui realizzazione ebbe termine nel 1645.
Nel periodo che va dal 1660 al 1705 si individua il primo ampliamento, che ebbe come conseguenza l'inizio delle controversie legali tra i padri Agostini e la Dogana di Livorno.
Quest'ampliamento prevedeva la costruzione di nuove strutture nell'area a nord; il terreno era di proprietà dei religiosi. La questione fu risolta dall'ingegnere granducale Ferdinando Tacca, il quale riuscì a mettere d'accordo le due parti; inoltre Tacca fu incaricato di presentare una minuziosa perizia relativa alla nuova aggiunta, nella quale era riportato in dettaglio la grandezza dell'estensione: "18 Stai, 56 Pertiche pari 31.566 braccia quadrate (10.752 m.q.)"; lo storico Santelli riporta testualmente "Si disegna e si comincia in quest'anno un nuovo recinto di mura al lazzaretto di San Jacopo per avere maggior piazza".
Altre aggiunte che avvennero in questi anni furono:
- la costruzione d'un'abitazione (collocata nei pressi della torretta di terra) ad uso unico del custode;
- il completamento del fossato delle Fornaci, avvenuto nel 1688, allo scopo di permettere un più agile trasporto del materiale di scavo.

#### Secondo periodo
Nel periodo che va dal 1705 al 1722 si individua un secondo ampliamento; in questa fase fu data priorità ad un'ulteriore estensione del fossato delle Fornaci e alla sua immissione nel porticciolo di San Jacopo.
La realizzazione dell'opera fu affidata al provveditore Giovanni Del Fantasia, il quale oltre all'immissione del fossato realizzò anche un secondo bacino di forma rettangolare collocato alla foce del fossato e rafforzò il molo preesistente, con la messa in mare di una scogliera artificiale.
Nel dicembre del 1721 nacque il progetto di porre in isola il lazzaretto; lo scopo era quello di scavare un fossato attorno alla struttura così da isolarla al meglio. La realizzazione del progetto avvenne nel 1741 dopo l'avvento degli Asburgo-Lorena al governo della Toscana.
I Lorena in quel periodo diramarono numerosi provvedimenti sanitari nella regione, i cui effetti si riscontrarono anche a Livorno.
Il lazzaretto di San Jacopo divenne una struttura isolata dal resto della città per garantire alla cittadinanza una maggiore sicurezza.
Il complesso fu così circondato da una fossato esterno e internamente ad esso fu eretto un muro di cinta con posti di guardia.
Il lazzaretto divenne sede dell'Accademia navale, inaugurata nel 1881.

### San Leopoldo

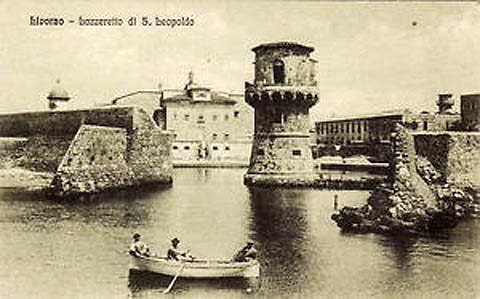
Lazzaretto di San Leopoldo

Il sistema sanitario livornese alla fine del XVII era in grado di rivaleggiare con quello degli altri porti nel Mediterraneo. Vi era comunque un importante difetto nella sua struttura logistica, che consisteva nella pratica degli “sciorini sul ferro”; questo protocollo costringeva le navi che dovevano attraccare a fermarsi in una quarantena preventiva di 18 giorni nelle acque antistanti la città, esporre le proprie merci all'area aperta per l'intero periodo e solo in seguito poterle portare all'interno del lazzaretto (nel quale avrebbero effettuato un ulteriore periodo di fermo); come conseguenza le merci si deterioravano esposte alle intemperie
La pratica era decaduta nella maggior parte degli altri porti già dalla fine del XVII non solo per ovviare al deterioramento delle merci, ma anche per ridurre le consistenti spese che gli armatori erano costretti a sostenere per proteggersi dagli attacchi dei pirati e rimanere ancorati fuori dal porto.
Per ovviare a questo problema il 30 dicembre del 1779 venne emanato l'editto per la costruzione del lazzaretto di San Leopoldo. L'edificio fu realizzato sotto il granduca Piero Leopoldo, che assegnò i lavori all'ingegnere pisano Innocenzio Fazzi (architetto militare).
Il nuovo lazzaretto fu dotato delle seguenti strutture:
- una zona adibita ai malati e alle quarantene;
- un muro di cinta presidiato da cinque torrette[10] con un grande portone esterno per permettere un miglior scambio tra le merci in entrata e in uscita;
- una cappella in stile Rococò che secondo il professore Alberto Calza poteva essere così descritta: "Trasmette una purezza ed armonia di proporzioni entrare in quel tempio"[11];
- una statua raffigurante il granduca Piero Leopoldo (scolpita da Domenico Andrea Pelliccia), collocata all'interno di una nicchia.

Il lazzaretto di San Leopoldo fu inglobato dalle strutture dell'Accademia navale nel 1913.